# Dunderry
Dunderry är en ort i republiken Irland.   Den ligger i grevskapet An Mhí och provinsen Leinster, i den nordöstra delen av landet, 50 km nordväst om huvudstaden Dublin. Dunderry ligger 74 meter över havet och antalet invånare är 186.
Terrängen runt Dunderry är mycket platt.Runt Dunderry är det ganska glesbefolkat, med 30 invånare per kvadratkilometer. Närmaste större samhälle är Navan, 7,9 km nordost om Dunderry. Trakten runt Dunderry består i huvudsak av gräsmarker.